# Florian Hłasko
Florian Hłasko (ur. 4 kwietnia?/16 kwietnia 1865 w Hubinie, zm. 29 grudnia 1921 w Tczewie) – polski lekarz, oficer, marynarz, pierwszy lekarz Szkoły Morskiej w Tczewie.

## Życiorys
Był synem Franciszka i Weroniki z Hatowskich. Urodził się w Hubinie, powiat lepelski. Do gimnazjum uczęszczał w Witebsku. Ukończył studia na Wydziale Przyrodniczym uniwersytetu w Petersburgu oraz w Wojskowej Akademii Medycznej w Petersburgu. Studia uzupełniał w Pradze i Paryżu. Po studiach został skierowany do pracy na wschodnich wybrzeżach Syberii jako lekarz w marynarce wojennej. Pływał po wodach Oceanu Spokojnego, Kamczatki, Sachalinu, Japonii i Chin. Uczestniczył w wojnie rosyjsko-japońskiej, przeżył jedenastomiesięczne oblężenie Portu Artur, niosąc pomoc rannym, a wśród nich wielu rodakom.
Stacjonując na rosyjskim okręcie, blisko centrum trzęsienia ziemi, jakie miało miejsce na Sycylii, brał aktywny udział w akcji ratowniczej w Messynie, za co został odznaczony przez króla włoskiego Krzyżem Komandorskim orderu Św. Maurycego i Łazarza. Podczas zaburzeń rewolucyjnych w Kronsztadzie (1905) jako pracownik Czerwonego Krzyża przeszedł linię silnego ognia, aby opatrywać rannych powstańców.

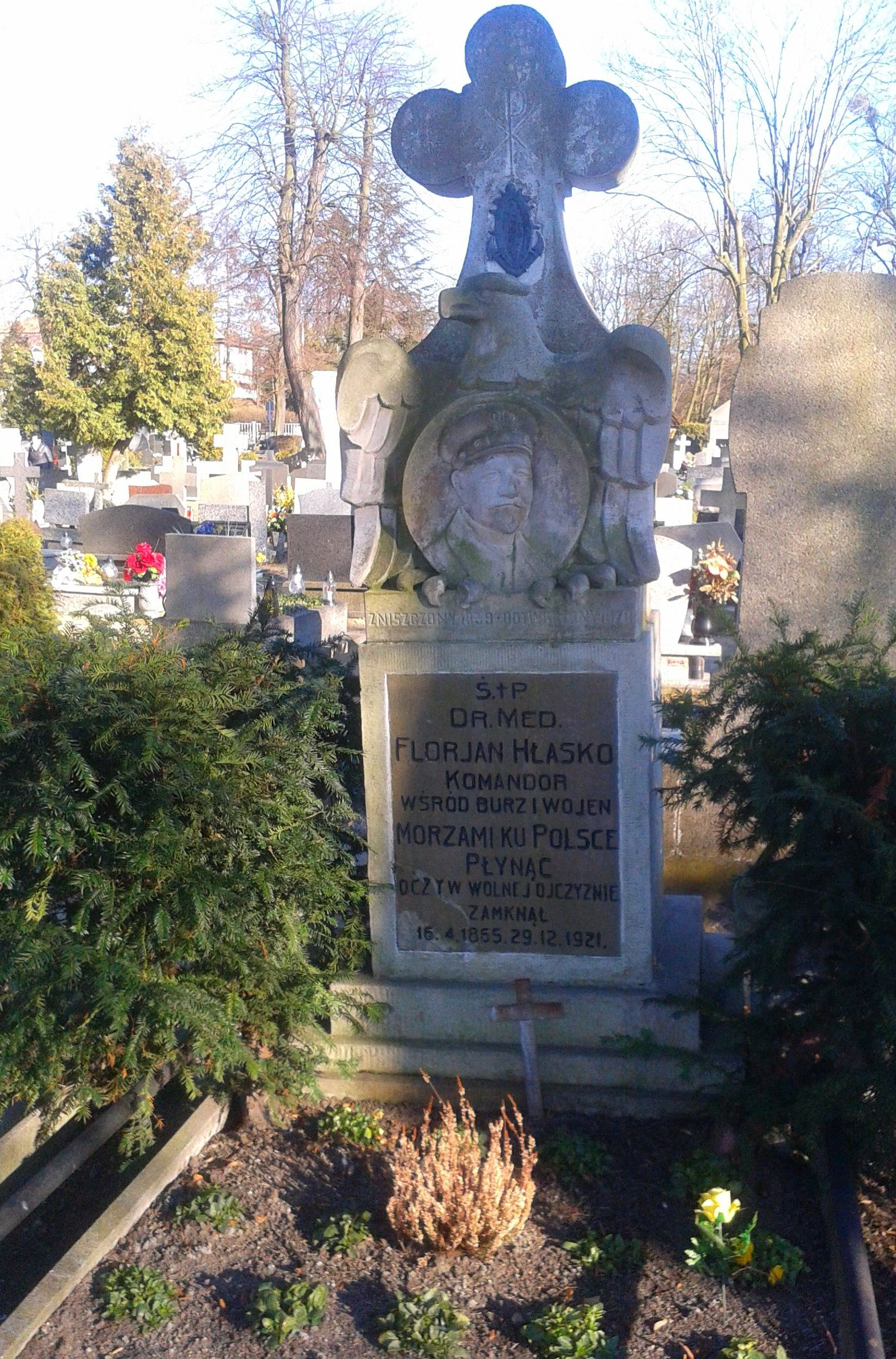
Grób Floriana Hłasko na "Starym" Cmentarzu Katolickim w Tczewie.

W armii rosyjskiej dosłużył się stopnia generał majora. W okresie rewolucji służył jako lekarz admiralski.
W niepodległej Polsce zajął się organizowaniem pierwszej Szkoły Morskiej, w jej strukturach pływał na statku szkolnym „Lwów”. W Polsce uzyskał stopień komandora. Prowadził praktykę lekarską w Tczewie. Zmarł 29 grudnia 1921 w Tczewie na zapalenie płuc. Pochowany na "Starym" Cmentarzu Katolickim w Tczewie. Autorem grobowca (1923) jest warszawski rzeźbiarz Feliks Giecewicz. 
Jest autorem książki Morzami ku Polsce – z pamiętnika marynarza (Nasza Księgarnia, Warszawa 1922).
Bratem komandora był Stanisław Hłasko (1868–1940), prawnik i publicysta.